# Сара Пейлін
Са́ра Пе́йлін (англ. Sarah Palin; нар. 11 лютого 1964, Сендпойнт, Айдахо) — американська політична діячка, губернатор штату Аляска з 2006 по 2009 рік. Член Республіканської партії.
29 серпня 2008 року Джон Маккейн, кандидат від республіканців на виборах президента США 2008 року, оголосив її кандидатом у віце-президенти США. За своїми переконаннями Пейлін є консервативною християнкою.

## Біографія
Сара Пейлін народилась у Сендпойнті, Айдахо. Мати — Сара Хіт, секретар школи; батько — Чарлз Хіт, вчитель. Сім'я переїхала до Аляски ще коли Сара була немовлям. Закінчила середню школу у містечку Васілла, Аляска. У 1984 р. була першою у місцевому конкурсі краси та другою у конкурсі краси Аляски.
Отримала професію журналіста в Університеті Айдахо.

## Політична кар'єра
Сара Пейлін почала політичну кар'єру у 1992 р. на виборах до міської ради Васілли. Відслужила два терміни членом міської ради, та у 1996 р. була обрана мером міста. у 1999 р. була переобрана мером. У 2002 р. Сара Пейлін брала участь у виборах на посаду заступника губернатора Аляски, стала другою серед республіканських претендентів.
З 2003 по 2004 рр. Пейлін працювала у Комісії збереження нафти та газу Аляски, членом комісії з етики. У 2004 р. пішла з посади у протест через «відсутність етики» у лідерів Республіканської партії в Алясці.
У листопаді 2006 р. Сара Пейлін перемогла на виборах губернатора Аляски з 48,3 % голосів проти 40,9 % голосів у суперника. Наріжними каміннями її передвиборної кампанії були освіта, суспільна безпека і транспорт. Сара Пейлін вступила на посаду губернатора Аляски 4 грудня 2006 р.
Після смерті конгресмена Дона Янга Пейлін оголосила про свою кандидатуру на позачергових виборах 2022 року на звільнене місце в Конгресі. У серпні 2021 року Пейлін натякнула на можливу кандидатуру в Сенат, кинувши виклик чинній республіканці Лізі Меркавскі. 3 квітня 2022 року, через два дні після того, як Пейлін оголосила про свою кандидатуру в Конгрес, колишній президент Дональд Трамп підтримав її балотування в Палату представників.
Пейлін програла на позачергових виборах демократці Мері Пелтолі після підрахунку голосів 31 серпня. Вона отримала 58 328 голосів (30,9 %) у першому турі та 85 987 голосів (48,5 %) у другому.
Після того як вона програла гонку за залишення терміну Янга, Пейлін закликала Ніка Бегіча відмовитися від виборів у листопаді на дворічний термін, але він відмовився це зробити.
Пейлін була кандидаткою на загальних виборах 2022 року, де вона знов програла демократці Мері Пелтолі, отримавши 45,06 % голосів.

## Особисте життя
Чоловік Тодд Пейлін, працює у філії «British Petroleum» на Алясці.
Сім'я має 5 дітей: старший син Трек (Track) (служить у армії), три дочки — Брістоль (Bristol), Віллоу (Willow), Пайпер (Piper) і молодший син Тріг Пексон Ван (Trig Paxson Van'), що народився 18 квітня 2008 з синдромом Дауна.

## Літературна діяльність
Після виходу в відставку Сара Пейлін почала писати книгу, яка вийшла в світ 17 листопада 2009 року під назвою «Going Rogue: An American Life» («Дорогою свавілля: американське життя»). Як повідомило видавництво HarperCollins у перший же день книгу було продано накладом в 300 тис. примірників, що стало в США одним з рекордів продажу.
В той же самий день в світ вийшла й книга-пародія на Сару Пейлін під назвою «Сара Пейлін: американський кошмар» (Going Rouge: Sarah Palin, An American Nightmare). Як стверджують автори, ця пародія розкриває очі читачів на справжню історію Пейлін.